# Wilhelm Bode (Magistratsdirektor)

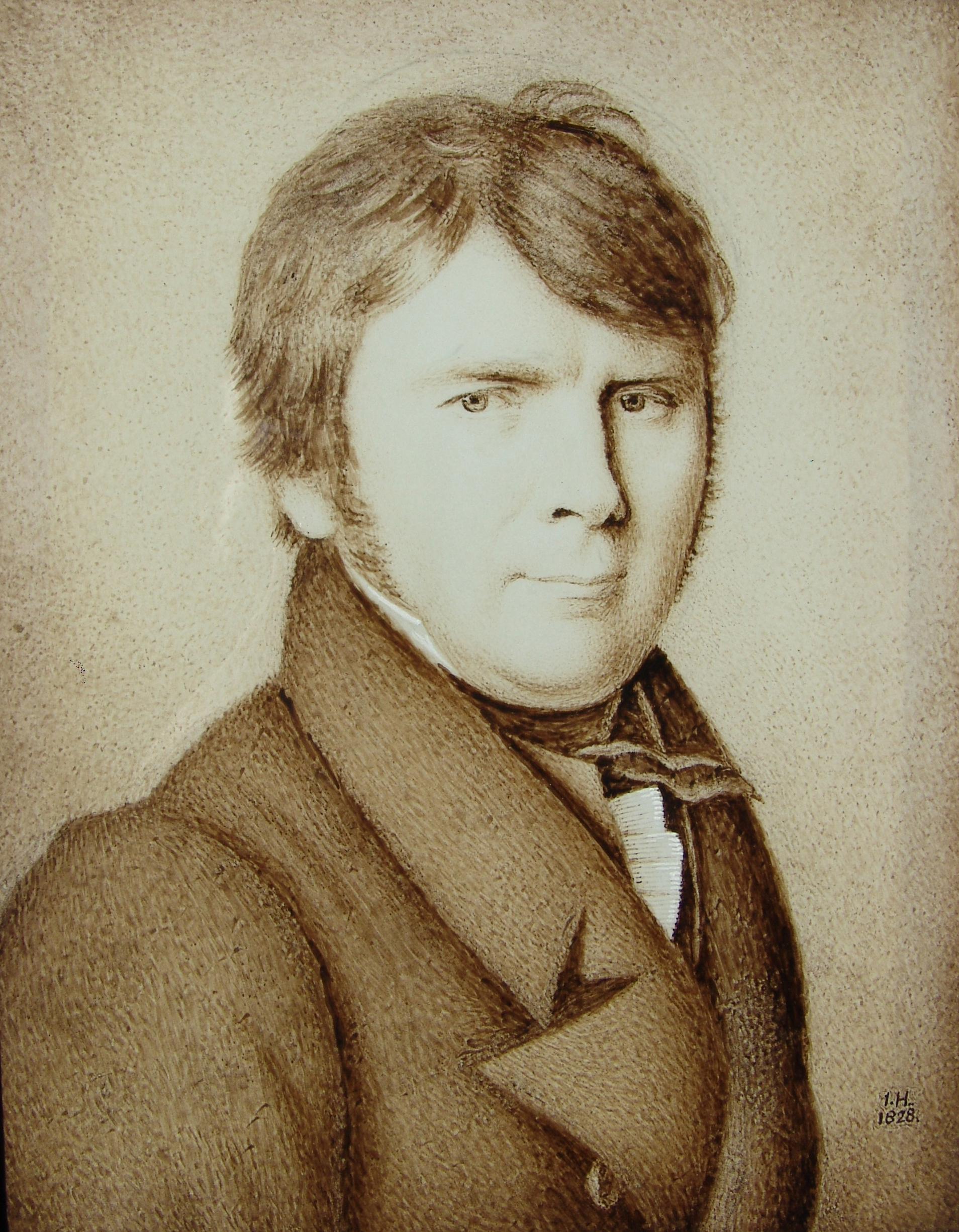
Wilhelm Bode 1828 von Johann Heusinger

Wilhelm Julius Ludwig Bode (* 18. Mai 1779 in Königslutter; † 20. April 1854 in Braunschweig) war ein deutscher Jurist, Politiker und von 1825 bis 1848 Magistrats- bzw. Stadtdirektor von Braunschweig.

## Leben
Bode war ein Sohn des aus Naensen stammenden Superintendenten Georg Heinrich Bode (1739–1812), der ab 1778 am Kaiserdom in Königslutter tätig war, und seiner Ehefrau Johanna Dorothea Pöppermüller (1753–1821). Wilhelm besuchte das Katharineum in Braunschweig und studierte Jura an den Universitäten von Helmstedt (immatrikuliert 4. Juni 1798) und Göttingen (immatrikuliert 18. Oktober 1800). Das Stammbuch seiner Studienzeit liegt im Staatsarchiv Wolfenbüttel. Anschließend war er in verschiedenen kleineren Orten des Herzogtums Braunschweig mit der Ausführung von Verwaltungsaufgaben betraut.
Am 1. Oktober 1825 wurde Bode in Braunschweig zum Magistratsdirektor gewählt, ab 5. Dezember 1832 war er Stadtdirektor (was einem heutigen Bürgermeister gleichkommt) und damit Amtsnachfolger von Johann Heinrich Wilmerding, der sich sehr für Bode eingesetzt hatte. Seine Hauptaufgabe sollte darin bestehen, die Wahrung der Rechte der Stadt Braunschweig gegenüber dem Herzogtum Braunschweig sicherzustellen.
Am 5. September 1828 verlieh ihm die juristische Fakultät der Universität Göttingen ehrenhalber den Titel „Dr. jur.“.

### Die Braunschweiger Revolution von 1830
Bekannt wurde Bode durch seine vermittelnde Funktion nach dem Sturz Herzog Karls II. durch die Braunschweiger Bürger im September 1830. Bode und der von ihm gegründeten Bürgerwehr ist es zu verdanken, dass weder Preußen noch das Königreich Hannover mit militärischer Macht in die Krise eingriffen. Ihm gelang es, den jüngeren Bruder Karls II., Herzog Wilhelm, nach Braunschweig zu holen, damit dieser fortan die Regierungsgeschäfte führe.
Am 8. April 1848 trat Bode freiwillig von seinem Amt als Stadtdirektor zurück. Seine Verdienste für Braunschweig lagen vor allem in der Neuorganisation der Stadtverwaltung, der Neuordnung der städtischen Finanzen und der Reformierung des Schul- und Gesundheitswesens. Darüber hinaus ist ihm zu verdanken, dass eine geeignete Archivierung und Unterbringung für das städtische Schriftgut sichergestellt wurde. Bode gilt somit auch als spiritus rector des 1861 im Zuge der 1000-Jahr-Feier der Stadt Braunschweig gegründeten Stadtarchivs Braunschweig.

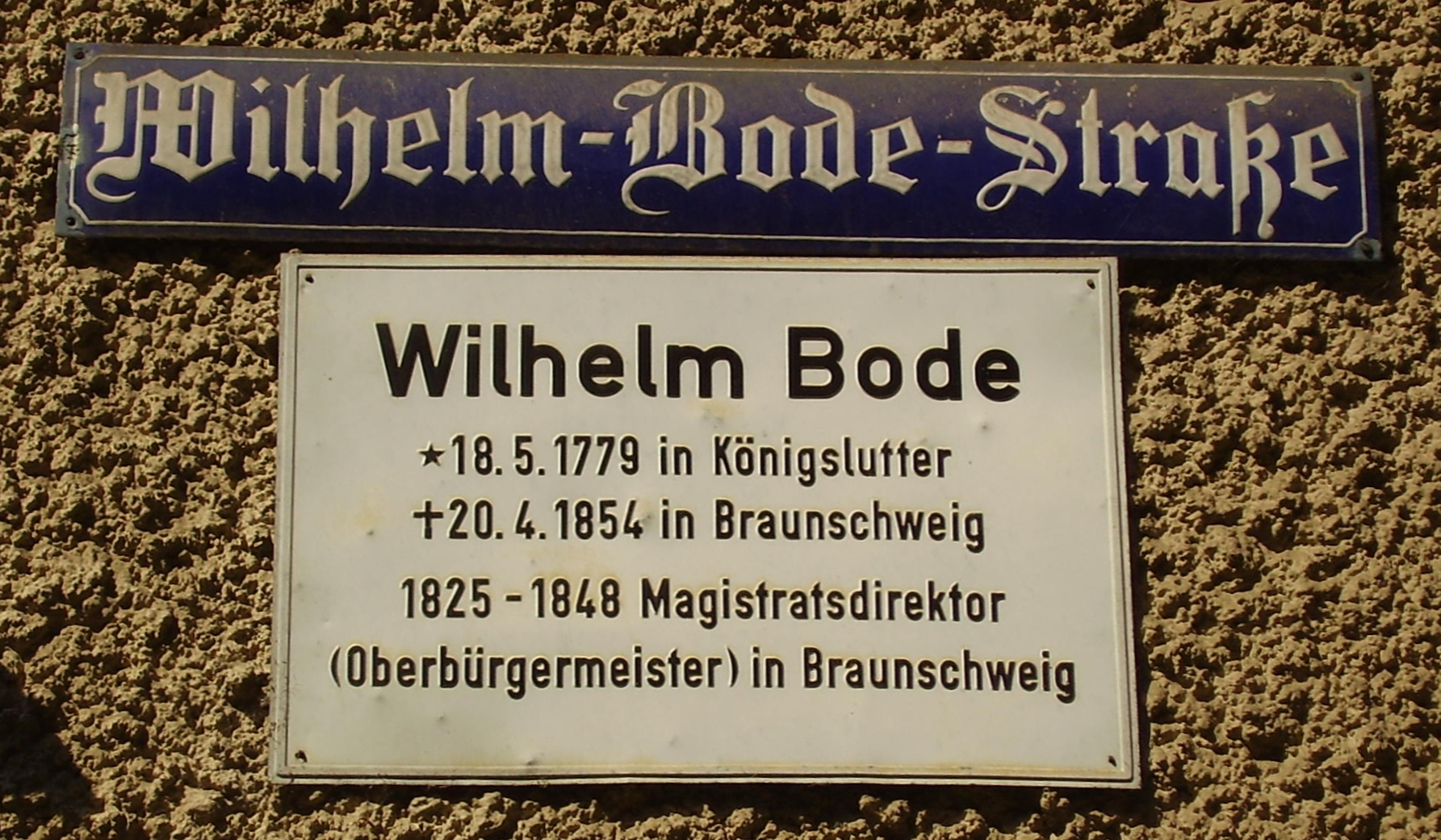
Straßenschild und ein erläuternder Hinweis zu Bode

### Nachleben
- Der umfangreiche handschriftliche Nachlass Bodes (ca. 400 große Bände) wird heute im Stadtarchiv Braunschweig verwahrt.
- Im Jahre 1896 wurde die „Bodestraße“ im Östlichen Ringgebiet von Braunschweig nach ihm benannt. Da aber recht schnell in Vergessenheit geriet, dass damit Wilhelm Bode geehrt werden sollte, die Bevölkerung stattdessen bei dem Straßennamen offenbar nur an den in der Nähe Braunschweigs befindlichen kleinen Fluss Bode dachte, wurde die Straße schließlich am 12. September 1929 in „Wilhelm-Bode-Straße“ umbenannt.
- Sein Sohn war der bedeutende Braunschweiger Jurist und Politiker Wilhelm Benedict Sigismund Heinrich Bode, sein Enkel der Kunsthistoriker und Museumsgründer Wilhelm Bode, der später in Preußen geadelt wurde (Wilhelm von Bode).

## Schriften
- Das Grundsteuer-System des Herzogthums Braunschweig, Braunschweig 1824
- Uebersicht der Stadtverwaltung zu Braunschweig seit dem Jahre 1825, in 5 Heften (1832–1856)
- Beitrag zu der Geschichte der Feudalstände im Herzogthum Braunschweig ..., Braunschweig 1843
- Das ältere Münzwesen der Staaten und Städte Niedersachsens ..., Braunschweig 1847